# La Libertad (kanton)
La Libertad – kanton w Ekwadorze, w prowincji Santa Elena. Stolicą kantonu jest La Libertad.